# DB Fahrwegdienste
Die DB Fahrwegdienste GmbH wurde 2002 als hundertprozentige Tochterfirma der DB Netz AG gegründet (hervorgegangen aus der BRG Servicegesellschaft Leipzig GmbH, später DB Services Südost GmbH) und ist heute eines der größten Unternehmen für Gleisbaustellensicherung in Deutschland. Das Unternehmen bietet an unterschiedlichen Standorten Baustellenlogistik, die Sicherung von Beschäftigten vor den Gefahren aus dem Eisenbahnbetrieb sowie Dienstleistungen zur Fahrwegpflege und dem Umweltprojektmanagement (UPM) sowie Winterdienst an.

## Standorte
Im Juli 2007 wurden die sieben Niederlassungen analog zur DB-Netzstruktur aufgebaut:
| Regionalbereich | Niederlassung | Servicebereich                              | Servicebereich Logistik |
| --------------- | ------------- | ------------------------------------------- | ----------------------- |
| Nord            | Hannover      | Hamburg, Bremen, Osnabrück, Hannover        | Hamburg, Hannover       |
| Ost             | Berlin        | Berlin, Stralsund, Potsdam, Cottbus         | Berlin                  |
| West            | Duisburg      | Hamm, Duisburg, Hagen, Düsseldorf, Köln     | Duisburg                |
| Mitte           | Frankfurt     | Fulda, Frankfurt, Koblenz, Mainz            | Frankfurt               |
| Südost          | Leipzig       | Magdeburg, Leipzig, Dresden, Erfurt         | Leipzig                 |
| Süd             | München       | Nürnberg, Regensburg, München               | Nürnberg                |
| Südwest         | Karlsruhe     | Saarbrücken, Freiburg, Karlsruhe, Stuttgart | Karlsruhe               |

Bundesweit steuern diese Niederlassungen mit ihren 36 regionalen Servicebereichen die Pflege von rund 61.000 Gleiskilometern mit über 70.000 Weichen und Kreuzungen und sorgen für die Sicherung sowie Versorgung von mehr als 100.000 Baustellen jährlich.
In Berlin befindet sich die Zentrale und in Neudietendorf befindet sich das zentrale ServiceCenter und Trainingszentrum.

## Mitarbeiterentwicklung
| Jahr | Mitarbeiter |
| ---- | ----------- |
| 2006 | 1935        |
| 2007 | 1478        |
| 2010 | 2296        |
| 2013 | 2700        |
| 2017 | 2900        |
| 2018 | 2963        |
| 2019 | 3055        |
| 2020 | 3180        |
| 2021 | 3095        |